# Championnat de Tunisie de football 1968-1969
Navigation
Saison précédente Saison suivante
La saison 1968-1969 du Championnat de Tunisie de football était la 14e édition de la première division tunisienne à poule unique, la Ligue Professionnelle 1. Les quatorze meilleurs clubs tunisiens jouent les uns contre les autres à deux reprises durant la saison, à domicile et à l'extérieur. En fin de saison, les 2 derniers du classement sont relégués et les 2 meilleurs clubs de Ligue Professionnelle 2 sont quant à eux promus en D1.
C'est à nouveau un club de la ville de Sfax, le CS sfaxien qui remporte le titre de champion de Tunisie, en terminant en tête du championnat, en devançant de 5 points le Club Africain et de 6 points l'Avenir sportif de La Marsa. Il s'agit du tout premier titre de champion de l'histoire du club. Le tenant du titre, le Sfax railway sport, prend la 4e place à 8 points du CS Sfaxien.

## Les 14 clubs participants
| - Sfax railway sport - Club Sportif de Hammam-Lif - Club africain - Espérance sportive de Tunis - Étoile sportive du Sahel - CA bizertin - Club sportif des cheminots - Promu de LP2 | - Union sportive maghrébine - Stade tunisien - CS sfaxien - Union sportive monastirienne - Avenir sportif de La Marsa - Club olympique des transports - Stade sportif sfaxien - Promu de LP2 |

## Compétition

### Classement
Le barème de points servant à établir le classement se décompose ainsi :
- Victoire : 3 points
- Match nul : 2 points
- Défaite : 1 point

| Rang | Équipe                         | Pts | J  | G  | N  | P  | Bp | Bc | Diff |
| ---- | ------------------------------ | --- | -- | -- | -- | -- | -- | -- | ---- |
| 1    | CS sfaxien                     | 65  | 26 | 17 | 5  | 4  | 45 | 20 | +25  |
| 2    | Club Africain (C)              | 60  | 26 | 12 | 10 | 4  | 26 | 12 | +14  |
| 3    | Avenir sportif de La Marsa     | 59  | 26 | 14 | 5  | 7  | 37 | 20 | +17  |
| 4    | Sfax railway sport (T)         | 57  | 26 | 12 | 7  | 7  | 33 | 22 | +11  |
| 5    | Étoile sportive du Sahel       | 55  | 26 | 9  | 11 | 6  | 22 | 16 | +6   |
| 6    | Espérance sportive de Tunis    | 52  | 26 | 8  | 10 | 8  | 28 | 28 | 0    |
| 7    | CA bizertin                    | 52  | 26 | 6  | 14 | 6  | 17 | 21 | -4   |
| 8    | Club Sportif de Hammam-Lif     | 49  | 26 | 7  | 9  | 10 | 18 | 24 | -6   |
| 9    | Club olympique des transports  | 49  | 26 | 6  | 11 | 9  | 23 | 32 | -9   |
| 10   | Stade tunisien                 | 48  | 26 | 5  | 12 | 9  | 22 | 23 | -1   |
| 11   | Club sportif des cheminots (P) | 47  | 26 | 7  | 7  | 12 | 23 | 31 | -8   |
| 12   | Union sportive monastirienne   | 46  | 26 | 3  | 14 | 9  | 12 | 23 | -11  |
| 13   | Stade sportif sfaxien (P)      | 45  | 26 | 6  | 7  | 13 | 24 | 36 | -12  |
| 14   | Union sportive maghrébine      | 44  | 26 | 4  | 10 | 12 | 19 | 41 | -22  |

|  | Qualification pour la Coupe du Maghreb des clubs champions 1969-1970                         |
|  | Qualification pour la Coupe du Maghreb des vainqueurs de coupe 1969-1970                     |
|  | Relégation directe en deuxième division                                                      |
|  | (T) Tenant du titre (C) Vainqueur de la Coupe de Tunisie (P) Club promu de deuxième division |

## Bilan de la saison
| Championnat de Tunisie de football 1968-1969       |                                  |
| Champion                                           | CS sfaxien (1er titre)           |
| Coupes et trophées                                 |                                  |
| Vainqueur de la Coupe de Tunisie 1968-1969         | Club Africain                    |
| Qualifications continentales                       |                                  |
| Coupe du Maghreb des clubs champions 1969-1970     | CS sfaxien                       |
| Coupe du Maghreb des vainqueurs de coupe 1969-1970 | Club Africain                    |
| Promotions et relégations                          |                                  |
| Promus en Ligue Professionnelle 1                  | Union sportive tunisienne        |
| Promus en Ligue Professionnelle 1                  | Association sportive de l'Ariana |
| Relégués en Ligue Professionnelle 2                | Stade sportif sfaxien            |
| Relégués en Ligue Professionnelle 2                | Union sportive maghrébine        |